# Villanueva de Gállego
Villanueva de Gállego – gmina w Hiszpanii, w prowincji Saragossa, w Aragonii, o powierzchni 75,99 km². W 2011 roku gmina liczyła 4611 mieszkańców.